# Seduint un estrany
Seduint un estrany (titulada en anglès Perfect Stranger) és un thriller protagonitzat per Halle Berry, Bruce Willis i Giovanni Ribisi. La va dirigir James Foley. Es va estrenar el 13 d'abril de 2007 als Estats Units i Espanya. La traducció al català s'estrenà per TV3 el 18 de març de 2011.

## Argument
La periodista Rowena Price (Trobi Berry), decideix investigar pel seu compte tot seguint les pistes de l'assassinat sense resoldre d'una de les seves amigues de la infància. El principal sospitós és el famós publicista Harrison Hill (Bruce Willis). Amb l'ajuda del seu amic i professional de la informàtica, el pirata informàtic Miles Haley (Giovanni Ribisi), i aprofitant l'anonimat d'Internet, Rowena espera fer justícia.

## Recepció crítica i comercial
La pel·lícula va obtenir crítiques negatives, obtenint només un 11 % de comentaris positius, segons la pàgina d'Internet Rotten Tomatoes, que exposa la següent conclusió: «Malgrat la presència de Halle Berry i Bruce Willis, Seduint a un estrany és massa complicada i posseeix un final que és irritant i superflu; és un thriller sense emocions».
Segons la pàgina d'Internet Metacritic va obtenir crítiques negatives, amb un 31 %, basat en 31 comentaris dels quals 3 són positius.
En taquilla la pel·lícula no va funcionar tan bé com s'esperava d'ella. Als Estats Units només va recaptar 24 milions de dòlars. Sumant les abundants recaptacions internacionals (va ser número 1 a Espanya) la xifra ascendeix a 73 milions. Es desconeix quin va ser el pressupost.

## BD i DVD
Seduint a un estrany va sortir a la venda el 29 d'agost de 2007 a Espanya, en format DVD. El disc conté un documental de com es va fer la pel·lícula i tràilers: Ghost rider: El motorista fantasma, En algun racó de la memòria, Bojos pel surf i Spider-Man 3.
Seduint a un estrany va sortir a la venda el 24 de juliol de 2007 a Espanya, en format Blu-ray. El disc conté els mateixos extres que el format DVD.